# Обер-Ольм
Обер-Ольм (нем. Ober-Olm) — община в Германии, в земле Рейнланд-Пфальц. 
Входит в состав района Майнц-Бинген. Подчиняется управлению Нидер-Ольм. Население составляет 4340 человек (на 31 декабря 2010 года). Занимает площадь 17,09 км².